# Lillasjö (Dagsås socken, Halland)
Lillasjö är en sjö i Varbergs kommun i Halland och ingår i Ätran-Himleåns kustområde.